# Tribunal administratif de Nîmes
Le tribunal administratif de Nîmes est une juridiction administrative de premier degré en France.

## Description
Lointain ancêtre du conseil de préfecture du Gard créé en 1953, il est créé le 19 juillet 2006.
Il est situé 19, avenue Feuchères, dans l'hôtel Silhol.
Comprenant quatre chambres juridictionnelles, il couvre les départements du Gard, de la Lozère et du Vaucluse.
Les appels de ces décisions sont portés devant la Cour administrative d'appel de Toulouse depuis sa mise en service le 1er mars 2022[réf. nécessaire]. Avant cette date, ils l'étaient auprès de la Cour administrative d'appel de Marseille.

## Présidents
| Identité                     | Période | Période | Durée |
| Identité                     | Début   | Fin     | Durée |
| ---------------------------- | ------- | ------- | ----- |
| Jean-Pierre Panazza (d)      | 2006    | 2011    | 5 ans |
| Brigitte Vidard (d)          | 2011    | 2013    | 2 ans |
| Jean-François Moutte (d)     | 2013    | 2016    | 3 ans |
| Geneviève Verley-Cheynel (d) | 2016    | 2019    | 3 ans |
| Jean-Pierre Dussuet (d)      | 2019    | 2022    | 3 ans |
| Christophe Cirefice (d)      | 2022    |         |       |